# Meios
Meios é uma povoação portuguesa sede da Freguesia de Meios do Município da Guarda, freguesia com 4,83 km² de área e 150 habitantes (censo de 2021), tendo, por isso, uma densidade populacional de 31,1 hab./km².
Localiza-se a sudoeste da cidade da Guarda, a 950 metros de altitude. Pertence à rede de Aldeias de Montanha.
Aqui se localiza o Museu de Tecelagem dos Meios, instalado numa antiga fábrica de Cobertores de Papas.

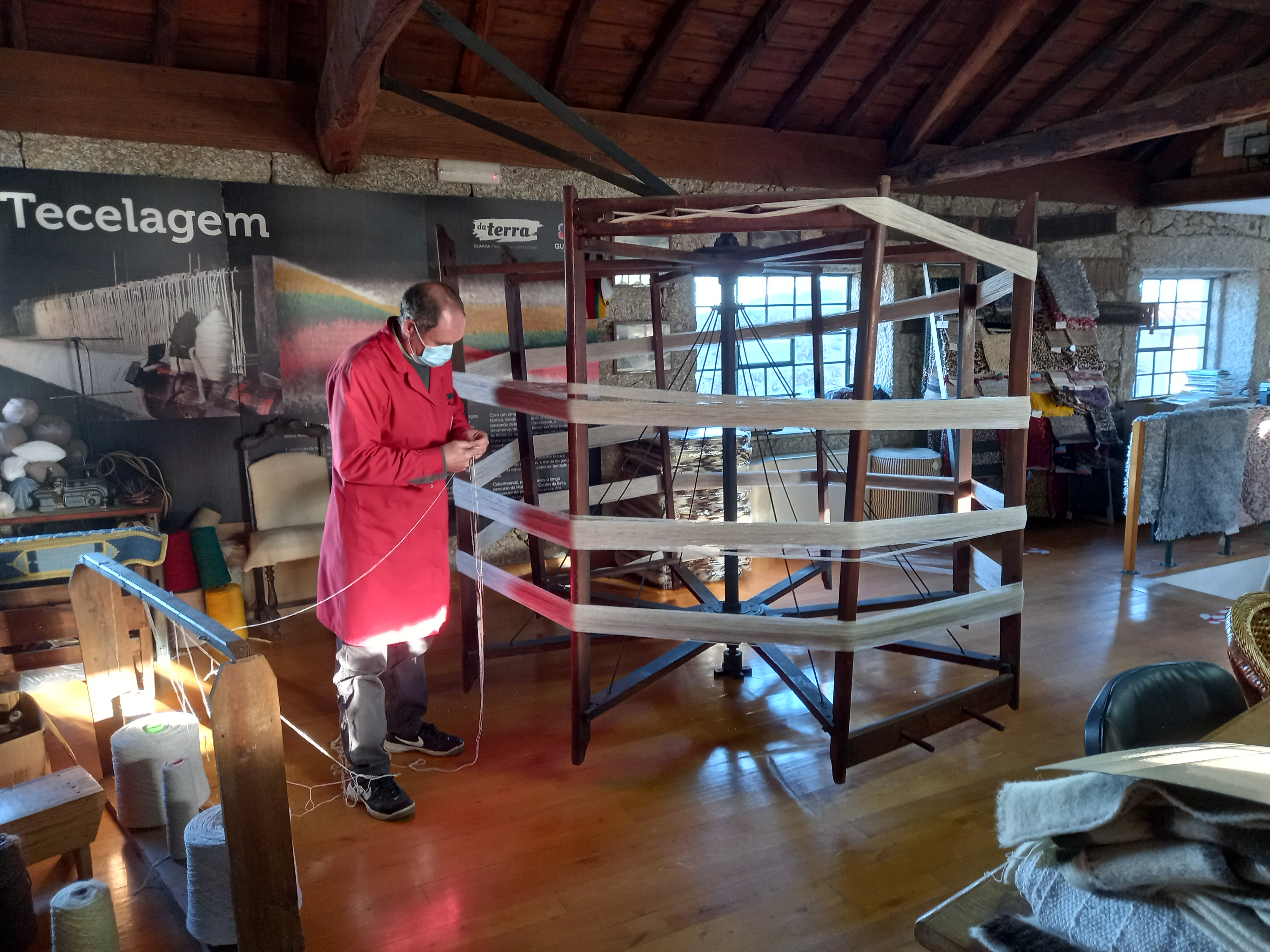
Museu de Tecelagem dos Meios

## Demografia
A população registada nos censos foi:
| Distribuição da População por Grupos Etários | Distribuição da População por Grupos Etários | Distribuição da População por Grupos Etários | Distribuição da População por Grupos Etários | Distribuição da População por Grupos Etários |
| -------------------------------------------- | -------------------------------------------- | -------------------------------------------- | -------------------------------------------- | -------------------------------------------- |
| Ano                                          | 0-14 Anos                                    | 15-24 Anos                                   | 25-64 Anos                                   | > 65 Anos                                    |
| 2001                                         | 38                                           | 38                                           | 125                                          | 59                                           |
| 2011                                         | 24                                           | 25                                           | 98                                           | 50                                           |
| 2021                                         | 8                                            | 15                                           | 81                                           | 46                                           |

## Património
- Igreja Paroquial de Meios
- Capela de São Sebastião
- Tapada dos Mouros[6]

## Museu da Tecelagem dos Meios
Edificado em 2006, numa antiga fábrica de tecelagem, o Museu da Tecelagem pretende preservar o artesanato têxtil típico da região. Neste museu é possível assistir ao manuseamento de teares horizontais e compostos por pedais, indispensáveis à construção das tradicionais mantas de farrapos e típicos cobertores de papa.